# Matthieu Ugena
Matthieu Ugena (Francia, 25 de julio de 1997) es un jugador profesional francés de rugby que se desempeña en la posición de ala cerrado en Union Sportive Arlequins Perpignanais, equipo perteneciente a la liga Top 14.

## Carrera
Ugena es un jugador de formación francesa (JIFF). Comenzó su carrera deportiva con el equipo Stade Français Paris, en el cual jugó cuatro temporadas (2014-2018), después pasó a Section Paloise (2018-2021), luego a Union Sportive Arlequins Perpignanais, donde lleva jugando tres temporadas.